# Nowy Dworzec
Nowy Dworzec – osada kociewska w Polsce położona w województwie pomorskim na pograniczu kociewsko-kaszubskim, w powiecie kościerskim, w gminie Stara Kiszewa. 
Osada wchodzi w skład sołectwa Góra.
W latach 1975–1998 miejscowość należała administracyjnie do województwa gdańskiego.